# سون لینگفنگ
سون لینگفنگ (انگلیسی: Sun Lingfeng؛ زادهٔ ۱۴ اوت ۱۹۷۸) بازیکن بیسبال اهل چین بود. در بازی‌های المپیک تابستانی ۲۰۰۸ شرکت کرده‌است.